# 陳質
陳質（？—1402年），祖籍不详，明朝政治人物。
陳質早年任江西都指揮使。靖难之役时，以參將身份守卫大同，晋升中軍都督同知。后助宋忠镇守怀来，宋忠战败后，陳質退守大同。代王欲舉兵應燕，陳質控制其部队不准起兵。燕王朱棣攻占大同而不下，而早先歸順燕王的蔚州、廣昌又被陳質夺回。朱棣即位后，以陳質“劫制代王，剽掠已附”，诛杀陳質。